# Natural Born Deejays
Natural Born Deejays is een Belgische groep bestaande uit vier dj's - Gert Van Laethem, Dimitri Lambrecht, Tom Simoen en Dirk T'Seyen - die eind jaren 1990 enkele hits op hun naam schreven in het trance-genre.
Hun eerste grote hit was A Good Day in 1996.
In 2008 brachten de vier na jaren inactiviteit een nieuwe versie van A Good Day uit, die ze Another Good Day noemden.
Natural Born Deejays speelde een live-set op Tomorrowland in 2009.
T'Seyen overleed in 2015 op 52-jarige leeftijd.

## Discografie

### Albums
| Album met hitnotering(en) in de Vlaamse Ultratop 200 albums | Datum van verschijnen | Datum van binnenkomst | Hoogste positie | Aantal weken | Opmerkingen |
| ----------------------------------------------------------- | --------------------- | --------------------- | --------------- | ------------ | ----------- |
| Today                                                       | 1998                  | 31-10-1998            | 41              | 2            |             |

### Singles
| Single met hitnotering(en) in de Vlaamse Ultratop 50 | Datum van verschijnen | Datum van binnenkomst | Hoogste positie | Aantal weken | Opmerkingen |
| ---------------------------------------------------- | --------------------- | --------------------- | --------------- | ------------ | ----------- |
| A Good Day                                           | 1996                  | 29-03-1997            | 3               | 20           |             |
| Sonar Contact                                        | 1997                  | 12-07-1997            | 14              | 14           |             |
| Deejay's Mind                                        | 1997                  | 27-12-1997            | 6               | 17           |             |
| Oxygen                                               | 1998                  | 06-06-1998            | 15              | 9            |             |
| Airplay                                              | 1998                  | 03-10-1998            | 14              | 8            |             |
| The Deejay's Are Here                                | 1999                  | 03-03-1999            | 31              | 7            |             |